# 中阿轮船股份公司
中阿轮船股份公司（Sino-Albanian Shipping Joint-StockCompany），简称中阿公司，是1962年4月2日至1978年12月25日中华人民共和国与阿尔巴尼亚人民共和国以平权合股原则合资创办的一家远洋运输企业。总公司位于都拉斯，分公司设在广州。

## 历史
1962年1月13日，中阿公司章程生效。公司管理委员会中方全权代表为交通部副部长孙大光、阿尔巴尼亚人民共和国政府全权代表为契尔科。总公司中方总经理为董华民/单志忠/徐三荣。1962年中国船舶检验局为加入中阿公司的在阿尔巴尼亚登记的船舶进行检验并签发相应的国际航行船舶证书。
1975年4月分公司由广州迁来上海。1978年7月7日中国政府照会阿尔巴尼亚政府停止经济、军事援助，接回援建工程的技术人员。1978年9月，阿方正式提出公司没有必要再继续存在下去。双方成立专门委员会对公司清算，按双方各半原则进行分摊。1978年12月25日公司正式解散。

## 船队
- “国际”（International）轮：1961年波兰建造，1万总吨。1962年4月30日接船。是第一艘中华人民共和国船旗远洋货船。配备全套中国船员。
- “发罗拉”（VLORE）轮：1960年意大利建造，8649总吨。挂阿尔巴尼亚旗，全套阿尔巴尼亚船员。
- “黄埔”（Huangpu）轮：为“发罗拉”姊妹轮。1969年增加，挂中国国旗，配全套中国船员。